# Abalfat d'Esfahan
Abalfat d'Esfahan, de nom complet Abu-l-Fat·h Mahmud ibn Muhàmmad ibn Qàssim ibn Fadl al-Isfahaní (persa: أبو الفتح محمود ابن محمد ابن قاسم ابن فضل الاسفهاني), llatinitzat com a Abalphatus Asphahanensis, va ser un matemàtic persa del segle xi, probablement nascut a Esfahan.
Res se sap de la seva vida, però es coneix una traducció seva del tractat sobre les seccions còniques d'Apol·loni de Perge, que després va ser traduït al llatí el 1661 per Giovanni Alfonso Borelli i Abraham Ecchellensis. Aquesta traducció inclou els llibres 5è, 6è i 7è del text original d'Apol·loni que estan definitivament perduts.